# ヤツェク・ジェリンスキ (1967年生のサッカー選手)
ヤツェク・マレク・ジェリンスキ（ポーランド語: Jacek Marek Zieliński、1967年10月10日 - ）は、ポーランド出身の元サッカー選手、サッカー指導者である。選手時代のポジションはディフェンダー。

## 来歴
選手としてのキャリアの多くをレギア・ワルシャワで過ごした。1995-96シーズンにはUEFAチャンピオンズリーグの準々決勝でプレーした。ポーランド代表では60試合出場1得点。2002 FIFAワールドカップに参加した。
引退後はレギア・ワルシャワの監督代行、アシスタントコーチを経て、コロナ・キェルツェとレヒア・グダニスクの監督、サッカーポーランド代表のアシスタントコーチを務めた

## 代表歴

### 出場大会
- ポーランド代表
  - 2002 FIFAワールドカップ

### 試合数
- 国際Aマッチ 60試合 1得点（1995年-2003年）[2]

| ポーランド代表 | 国際Aマッチ | 国際Aマッチ |
| 年             | 出場        | 得点        |
| -------------- | ----------- | ----------- |
| 1995           | 5           | 0           |
| 1996           | 7           | 0           |
| 1997           | 7           | 1           |
| 1998           | 8           | 0           |
| 1999           | 9           | 0           |
| 2000           | 8           | 0           |
| 2001           | 4           | 0           |
| 2002           | 7           | 0           |
| 2003           | 5           | 0           |
| 通算           | 60          | 1           |